# Maynooth
Maynooth (en gaélico Maigh Nuad) es una ciudad universitaria situada en el norte del condado de Kildare, provincia de Leinster, Irlanda. Su proximidad con Dublín y sus comunicaciones con la capital mediante líneas de autobús y férreas, hacen que la ciudad forme totalmente parte de la aglomeración dublinesa. En el censo de 2016 la población era de 14.585 habitantes.

## Historia
El antiguo nombre de Maynooth significa llano de Nuada que es el abuelo maternal del legendario héroe irlandés Finn Mac Cumhail. Maynooth es uno de los principales centros académicos de Irlanda con dos universidades instaladas en el centro de la ciudad: la Universidad de San Patrick, creada por el rey de Inglaterra Jorge III en 1795 y la Universidad Nacional de Irlanda, fundada en 1995. La ciudad es uno de los principales centros históricos de Irlanda, situándose en ella el Castillo de Maynooth y la Carton House, dos antiguas sedes del duque de Leinster. La ciudad estaba dentro de los límites medievales del pale. 
Los edificios históricos principales de la ciudad están alrededor de la universidad de St. Patrick. Algunos son incluso anteriores a su creación. Estos viejos edificios son de estilo neogótico o georgiano. Hoy en día la ciudad es muy dinámica, siendo el centro administrativo de muchas empresas y el corazón comercial de la parte occidental del Gran Área de Dublín.

## Economía y servicios
La ciudad es la principal zona de venta al por menor del condado de Kildare y del condado de Meath. Contiene una amplia variedad de grandes almacenes como SuperValu, Tesco Ireland, Aldi y Lidl así como varias tiendas. En octubre de 2005, los almacenes Dunnes Stores abrieron un centro comercial en la calle principal de Maynooth, Manor Mills Street. En este centro comercial se encuentran otros establecimientos como por ejemplo Easons, Elvery's Sports y el banco de Escocia (Irlanda). Los almacenes Tesco están abiertos las 24 horas del día, hace unos años también lo estaban los almacenes Dunnes Store, pero desde 2008 no cuentan con este servicio. 
Maynooth tiene parque de bomberos, además de comisaría de policía Garda, centro de salud, biblioteca y unión de crédito. 
A mediados de los años 80 la ciudad ganó cierta fama por tener las primeras cabinas telefónicas con tarjeta de Irlanda.

## Transporte
Maynooth está abastecido por el tren de cercanías de Dublín y en el futuro estará unido a Dublín mediante el DART.
El Dublin Bus y el Bus Éireann también abastecen la ciudad.